# 若森資朗
若森 資朗（わかもり しろう）は、日本の実業家、政治活動家。

## 概要
富山県出身、富山県立高岡高等学校卒業、明治大学工学部中退。
1970年ごろには学生運動、全共闘運動を行っていた。これに一区切りをつけて、以降は生協で活動を行う。
2002年ごろの専務だった時には、生協とは事業面ばかりが強調されており、生協は物を売る組織というイメージが強くなっていることから、こうした古いイメージから脱却して新しい生協を作ることを考える。21世紀型生協を作ることにして、個人を対応する無店舗の事業を作ることにする。そこでは班として組織化して事業をして、班の中でいろいろなことを解決していこうという考えであった。その時には班で行動できない個人が世の中に多くいて、そのような個人に視点を置いて、ネットワークを作り、組織的にどのように支援や保障をできるのかを考えた。
2006年6月19日にパルシステム生協連合会の通常総会で理事長に選ばれる。コロナ禍では特別に目新しいことがおきているかのように言われているものの、これに対して若林は、今までに起きていた問題点がコロナ禍によってよりリアルに広く深く浮き彫りになっているとする。生協では社会的連帯経済を共有してきて、コロナ禍では改めてそれへの確信を深めたものの、今の社会では今の社会を維持しようという風潮の方が強いとする。社会を変えようとする人が力むほど、それに反対する人も力むようになり分断と対立を招き格差の助長を容認するようになり、SNSもこのことを助長しているとする。
2014年にはソウル宣言の会という団体を結成して代表に就任する。この団体では、より良き世界を夢見て、境界をこえて協力と連帯を追及することが目指される。
2019年10月には社会的連帯経済を推進する会を結成する。近年には日本国内においても社会的連帯経済の研究会や勉強会などが活発に行われ、日本に適した社会的連帯経済の事例の発掘などの活動も見られるようになってきた。こうした情勢の進展を受け止めて、社会的連帯経済の理解を広めて、その推進を一層強めるために結成した。
差別やヘイトスピーチに反対する活動も行っている。のりこえねっとの協同代表も行う。2013年9月23日にはのりこえねっとの結成の記者会見が行われ、若森もスピーチをした。言論の自由を間違って理解している人がいて、差別やヘイトスピーチは言論の自由ではなく人権を無視していると主張。差別というものは無自覚に起きることであり、差別を黙認していたり無関心でいることも、結果的に差別を認めていることになりかねないと主張。自らが差別をしていると言うことに気付いていない人もいて、共生の社会を掲げるということはそのことに気付く活動を繰り返して、差別は許さないという社会的風潮を形成していくことであると主張。2022年に他ののりこえねっとの共同代表の上野千鶴子とともに暇空茜に名誉毀損で訴えられる。暇空茜は全く著作権を侵害していないというのに、著作権を侵害していると虚偽の申し立てを行い、暇空茜の動画の公開が停止させられていたと主張。この不法行為によって生じた損害賠償を請求するという裁判であった。